# Linguistica agostiniana
La vastità delle riflessioni filosofiche di Sant'Agostino abbraccia anche il campo della linguistica, toccato a più riprese e in diversi suoi lavori, come il De Magistro o il De doctrina christiana. Una trattazione specifica di alcuni aspetti del segno linguistico si ha nel Sermo 293/A augm., "De nativitatis die sancti Iohannis baptistae et de voce et verbo" ("Sul giorno della natività di San Giovanni Battista e sulla voce e la parola"). 
Di quest'ultima opera fino a qualche tempo fa si conosceva solo la prima parte, relativa alla festività di San Giovanni Battista, e solo di recente è stata ritrovata anche la parte relativa alle teorie linguistiche agostiniane (Dolbeau 1996). Un'interessante osservazione che si ricava da quest'opera è il grado di consapevolezza che il vescovo di Ippona aveva riguardo alla natura del segno linguistico, un millennio e mezzo prima di Saussure. Già Agostino distingueva infatti con chiarezza tra la parte mentale del segno (il significato) e quella fisica dei suoni che lo esprimono (il significante):
(S.Agostino 1996, Sermo 293/A augm., 8)
Questa osservazione contiene, in nuce l'essenza della teoria dell'arbitrarietà del segno linguistico: dato un significato (il concetto di Dio, quod erat in corde meo), ogni lingua può associare ad esso un significante diverso.